# Grand Prix automobile des États-Unis Ouest 1982
Résultats du Grand Prix des États-Unis Ouest de Formule 1 1982 qui a eu lieu sur le circuit urbain de Long Beach le 4 avril 1982.

## Classement
| Pos. | No | Pilote             | Écurie          | Tours | Temps/Abandon                      | Grille | Points |
| ---- | -- | ------------------ | --------------- | ----- | ---------------------------------- | ------ | ------ |
| 1    | 8  | Niki Lauda         | McLaren-Ford    | 75    | 1 h 58 min 25 s 318 (131,131 km/h) | 2      | 9      |
| 2    | 6  | Keke Rosberg       | Williams-Ford   | 75    | + 14 s 660                         | 8      | 6      |
| Dsq. | 27 | Gilles Villeneuve  | Ferrari         | 75    | Disqualifié                        | 7      |        |
| 3    | 2  | Riccardo Patrese   | Brabham-Ford    | 75    | + 1 min 19 s 143                   | 18     | 4      |
| 4    | 3  | Michele Alboreto   | Tyrrell-Ford    | 75    | + 1 min 20 s 947                   | 12     | 3      |
| 5    | 11 | Elio De Angelis    | Lotus-Ford      | 74    | + 1 tour                           | 16     | 2      |
| 6    | 7  | John Watson        | McLaren-Ford    | 74    | + 1 tour                           | 11     | 1      |
| 7    | 12 | Nigel Mansell      | Lotus-Ford      | 73    | + 2 tours                          | 17     |        |
| 8    | 17 | Jochen Mass        | March-Ford      | 73    | + 2 tours                          | 21     |        |
| 9    | 18 | Raul Boesel        | March-Ford      | 70    | + 5 tours                          | 23     |        |
| 10   | 4  | Slim Borgudd       | Tyrrell-Ford    | 68    | + 7 tours                          | 24     |        |
| Abd. | 25 | Eddie Cheever      | Ligier-Matra    | 59    | Boîte de vitesses                  | 13     |        |
| Abd. | 22 | Andrea De Cesaris  | Alfa Romeo      | 33    | Accident                           | 1      |        |
| Abd. | 29 | Brian Henton       | Arrows-Ford     | 32    | Accident                           | 20     |        |
| Abd. | 14 | Roberto Guerrero   | Ensign-Ford     | 27    | Accident                           | 19     |        |
| Abd. | 26 | Jacques Laffite    | Ligier-Matra    | 26    | Sortie de piste                    | 15     |        |
| Abd. | 31 | Jean-Pierre Jarier | Osella-Ford     | 26    | Transmission                       | 10     |        |
| Abd. | 1  | Nelson Piquet      | Brabham-Ford    | 25    | Accident                           | 6      |        |
| Abd. | 33 | Derek Daly         | Theodore-Ford   | 23    | Accident                           | 22     |        |
| Abd. | 5  | Mario Andretti     | Williams-Ford   | 19    | Suspension                         | 14     |        |
| Abd. | 15 | Alain Prost        | Renault         | 10    | Suspension                         | 4      |        |
| Abd. | 28 | Didier Pironi      | Ferrari         | 6     | Accident                           | 9      |        |
| Abd. | 16 | René Arnoux        | Renault         | 5     | Collision                          | 3      |        |
| Abd. | 23 | Bruno Giacomelli   | Alfa Romeo      | 5     | Collision                          | 5      |        |
| Abd. | 10 | Eliseo Salazar     | ATS-Ford        | 3     | Accident                           | 26     |        |
| Abd. | 9  | Manfred Winkelhock | ATS-Ford        | 1     | Collision                          | 25     |        |
| Nq.  | 36 | Teo Fabi           | Toleman-Hart    |       | Non qualifié                       |        |        |
| Nq.  | 32 | Riccardo Paletti   | Osella-Ford     |       | Non qualifié                       |        |        |
| Nq.  | 20 | Chico Serra        | Fittipaldi-Ford |       | Non qualifié                       |        |        |
| Nq.  | 30 | Mauro Baldi        | Arrows-Ford     |       | Non qualifié                       |        |        |
| Npq. | 35 | Derek Warwick      | Toleman-Hart    |       | Non préqualifié                    |        |        |

## Pole position et record du tour
- Pole position : Andrea De Cesaris en 1 min 27 s 316 (vitesse moyenne : 141,335 km/h).
- Meilleur tour en course : Niki Lauda en 1 min 30 s 831 au 12e tour (vitesse moyenne : 135,866 km/h).

## Tours en tête
- Andrea De Cesaris : 14 (1-14)
- Niki Lauda : 61 (15-75)

## À noter
- 18e victoire pour Niki Lauda.
- 26e victoire pour McLaren en tant que constructeur.
- 145e victoire pour Ford-Cosworth en tant que motoriste.
- Unique pole position du pilote italien Andrea De Cesaris
- Gilles Villeneuve, troisième de la course sous le drapeau à damiers, est disqualifié car sa monoplace avait un aileron arrière non conforme.